# Turkiska kiosken

Turkiska kiosken är en av byggnaderna i Hagaparken i Solna, den ligger ganska långt söderut i parken, i närheten av den Kinesiska paviljongen och den Kungliga begravningsplatsen. Kiosk är just turkiskt/persiskt och betyder utsiktshus eller lusthus.
Turkiska kiosken kallas även "paviljongen". Den är Gustav III:s första nybyggnad i Hagaparken och uppfördes efter ritningar av arkitekten Fredrik Magnus Piper samt Gustav III:s anvisningar mellan åren 1786-1788. Invändiga utsmyckningar gjordes av Louis Masreliez. Gustav III höll ibland överläggningar med sina närmaste män i Turkiska kiosken. 
Kiosken restaurerades 1924 under ledning av byggnadsrådet Ragnar Hjorth och det finns planer att åter möblera byggnaden med sitt ursprungliga möblemang för visning.
Turkiska kiosken är statligt byggnadsminne.

## Bilder

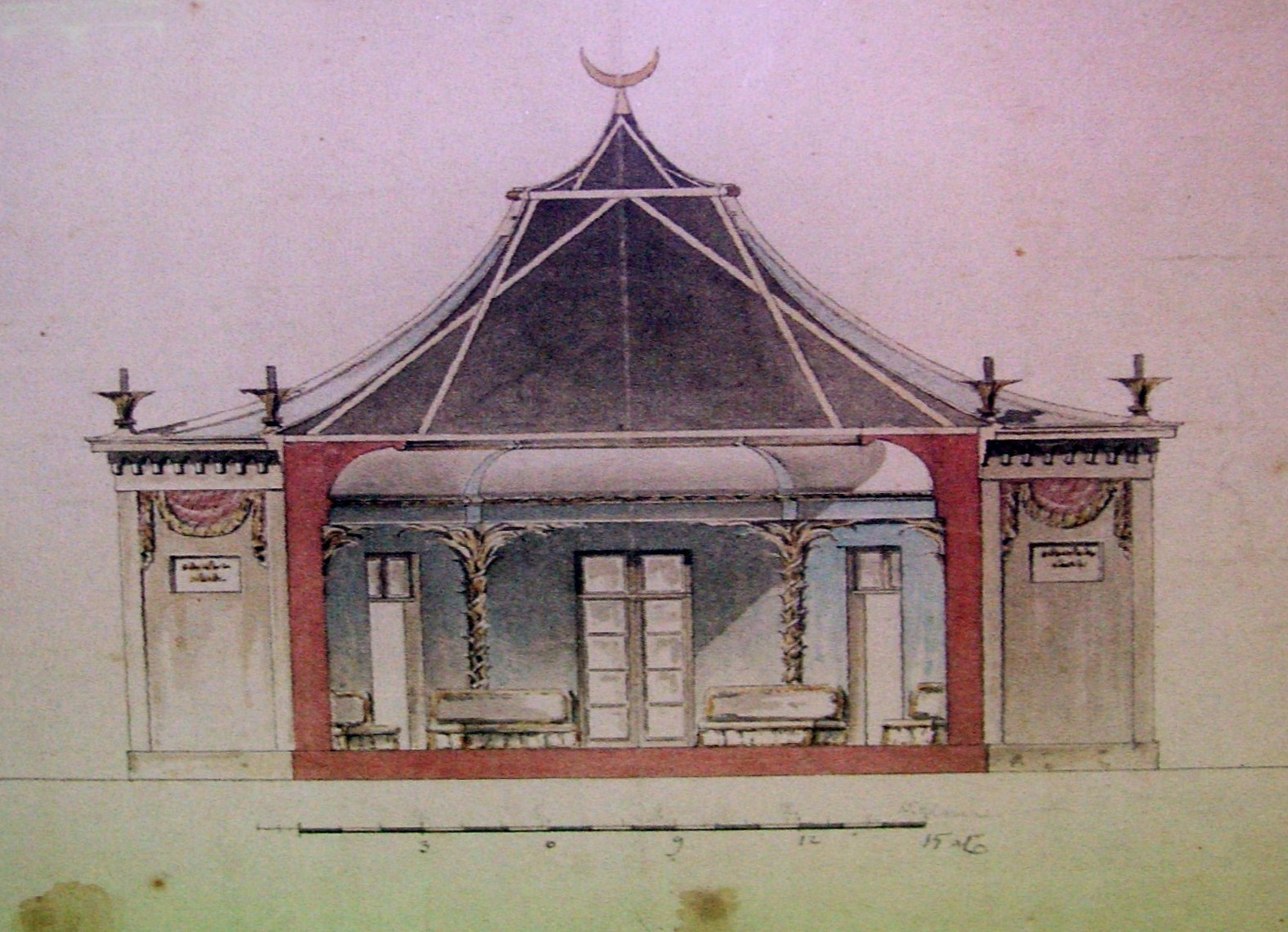
Pipers originalritning
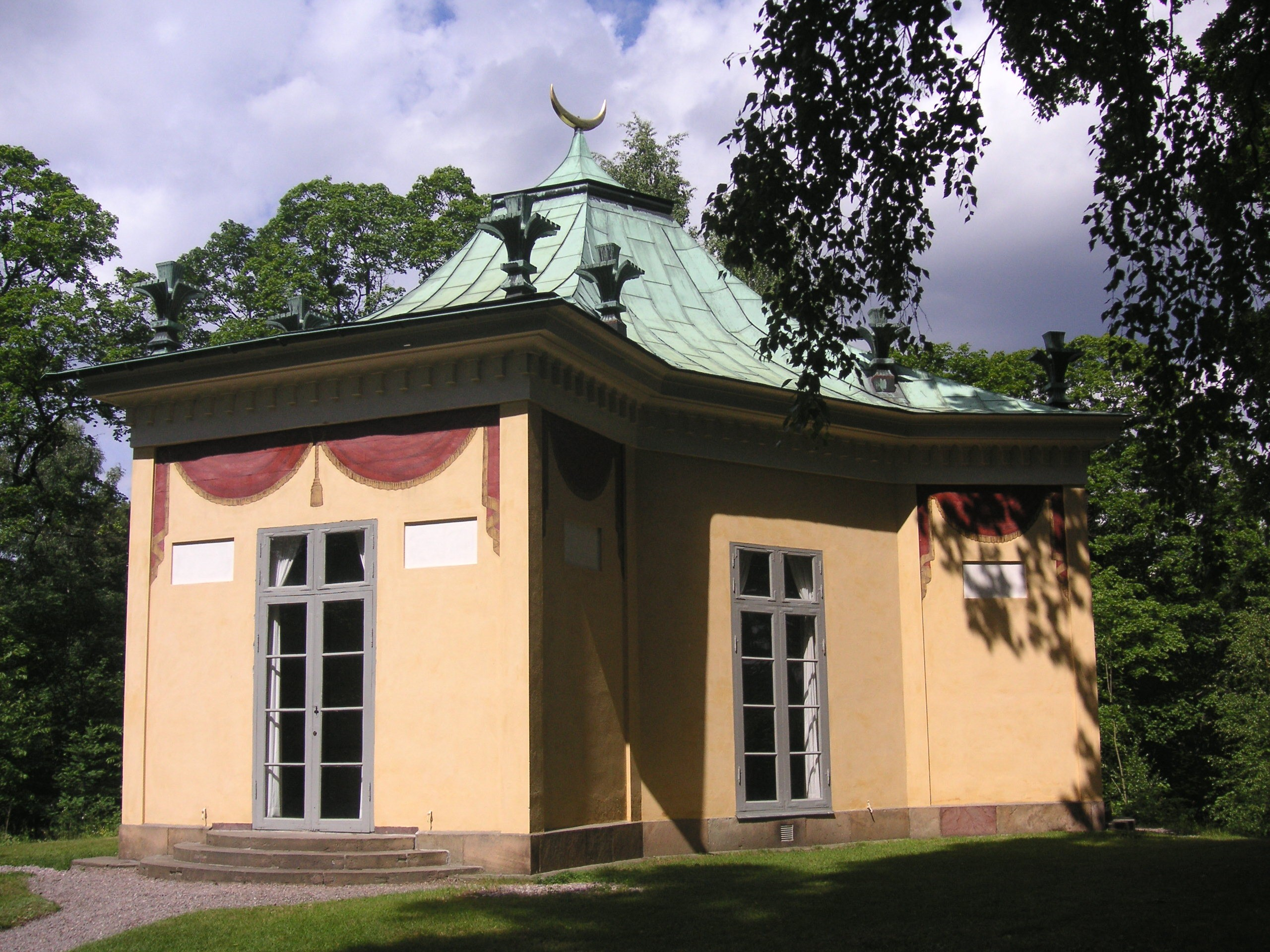
Turkiska kiosken, fasad mot väst
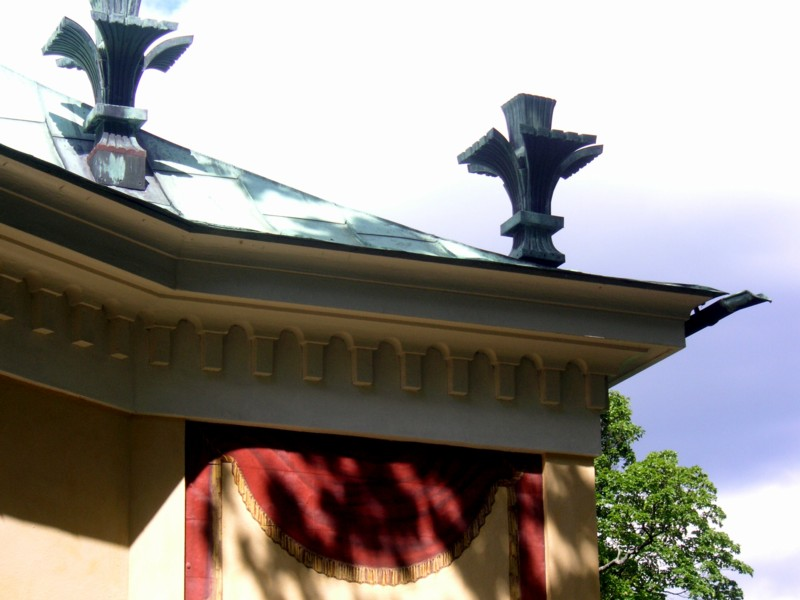
Turkiska kiosken, takdetalj
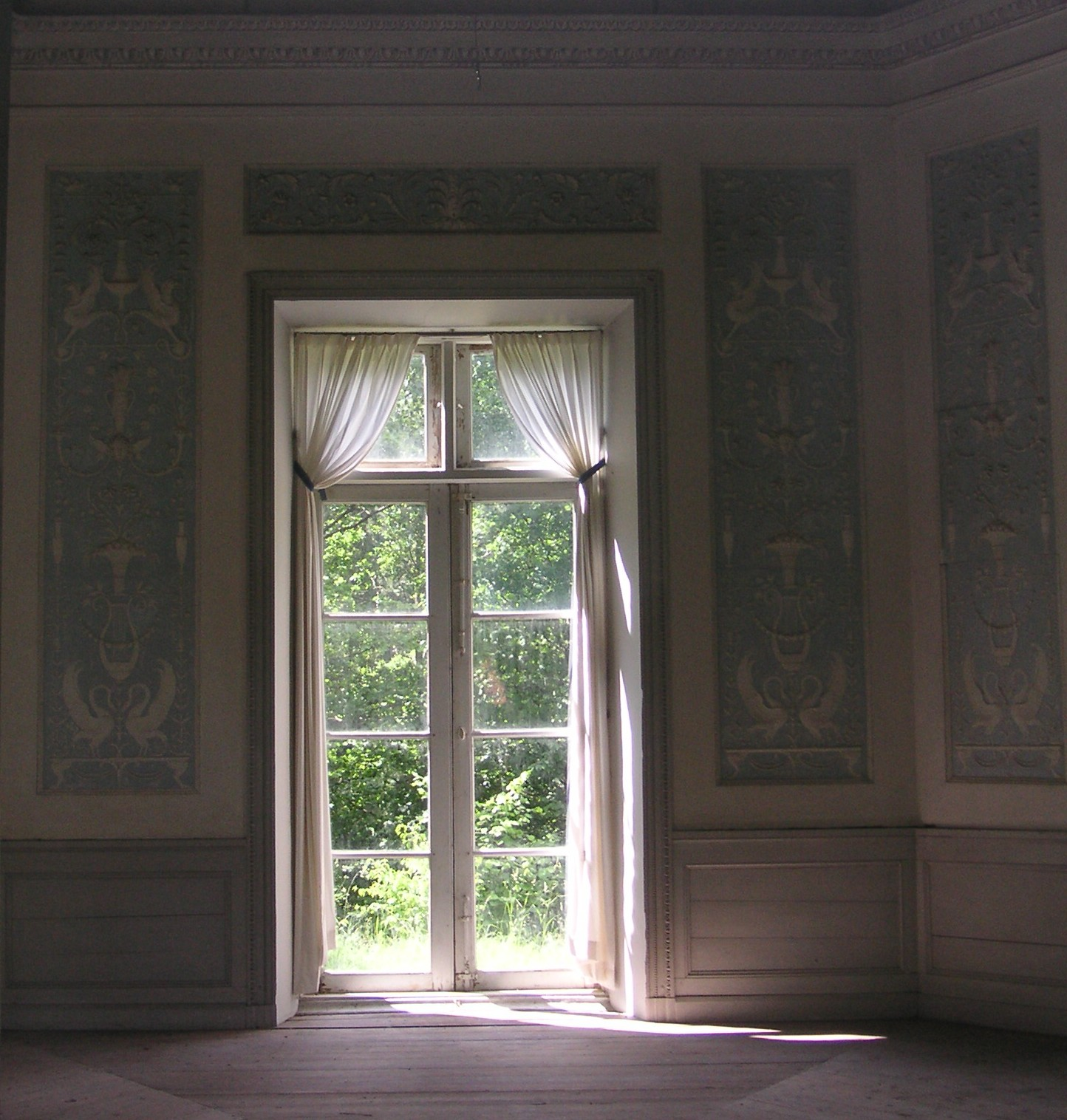
Turkiska kiosken, interiör